# Blargies
 Blargies  es una comuna y población de Francia, en la región de Picardía, departamento de Oise, en el distrito de Beauvais y cantón de Formerie.
Su población en el censo de 1999 era de 450 habitantes.
Está integrada en la Communauté de communes de la Picardie Verte .

## Demografía
| 417 | 408 | 463 | 451 | 455 | 450 |
| Para los censos de 1962 a 1999 la población legal corresponde a la población sin duplicidades (Fuente: INSEE [Consultar]) |     |     |     |     |     |